# Punto caliente de Galápagos

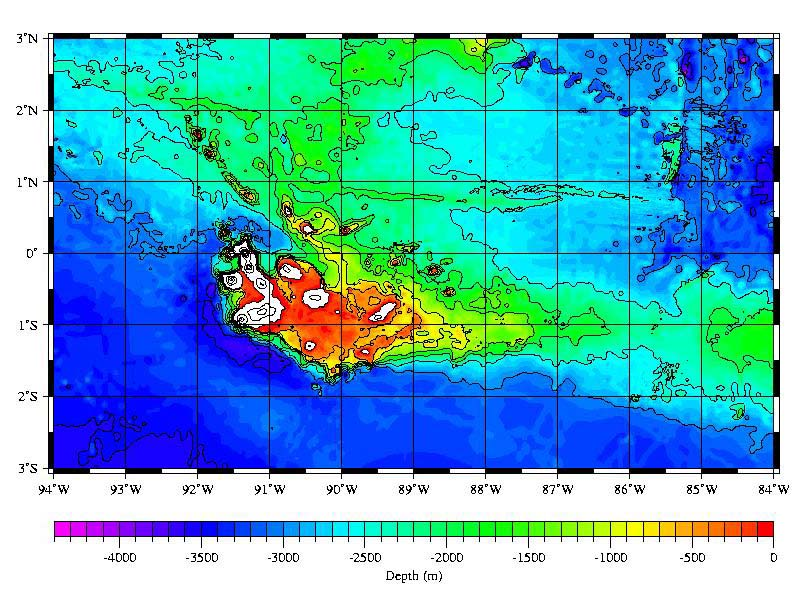
Datos Batimétricos de las Islas Galápagos.

La falla de Galápagos es un punto caliente volcánico en el océano Pacífico. Este responsable de la creación de las islas Galápagos así como tres importantes sistemas de montañas asísmicos, Carnegie, Cocos y Malpelo que están en dos placas tectónicas. El punto caliente está situado cerca del ecuador terrestre en la placa de Nazca no lejos del límite de placa divergente con la placa de Cocos. El marco tectónico del punto caliente está complicado por la triple unión de Galápagos de las placas de Nazca y Cocos con la placa Pacífica. El movimiento de las placas sobre el punto caliente está determinado no únicamente por la extensión a lo largo de las montañas sino también por el movimiento relativo entre la placa Pacífica y las placas de Cocos y Nazca.  y luego las placas se convergen extrañamente.